# Kököchin

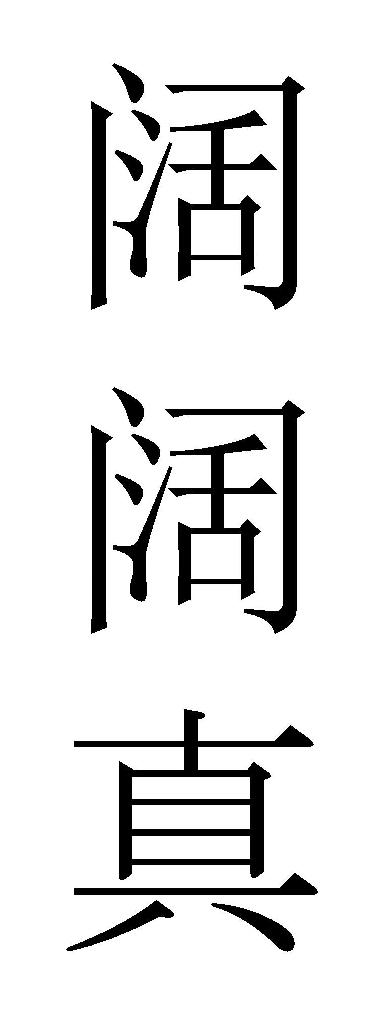
Kököchin escrito en caracteres chinos.

Kököchin, también Kökechin, Kokachin o Cocacin (Mn: Хөхөхчин, Ch: 阔阔真), fue una princesa mongola del siglo XIII de la dinastía Yuan en China, que perteneció a la tribu mongol de los Bayaut (Ch: 伯牙吾). En 1291, ella estaba comprometida con el kan del Ilkanato de Persia, Arghun, a través del Gran Kan mongol Kublai. Esto siguió a una petición de Arghun a su tío abuelo Kublai, tras la pérdida de su esposa favorita Bolgana ("Zibeline"): Arghun le pidió a Kublai Khan que le enviara un pariente de su esposa muerta, y Kublai eligió a Kökötchin ("Dama Azul o Celestial"), que tenía 17 años de edad.

Arghun Kan de Persia, sobrino-nieto de Kublai, había perdido en 1286 a su esposa favorita Bulughan; y, ante el luto de su dolorida condición, tomó medidas para cumplir con su requerimiento al morir, que su lugar debía ser llenado solamente por una dama de su propia familia, la tribu mongol de los Bayaut. Embajadores fueron enviados a la Corte de Janbalic para buscar una novia. El mensaje fue recibido con cortesía, y la elección recayó en la dama Kokachin, una joven de 17 años, "moult bele dame et avenant". El camino por tierra desde Pekín a Tabriz no sólo era de longitud portentosa para una carga tan tierna, sino que era puesto en peligro por la guerra, por lo que los enviados deseaban regresar por mar. Los tártaros, en general, eran extraños a toda navegación; y los enviados, con ganas a los venecianos, y con ganas de sacar provecho de su experiencia, sobre todo cuando Marco había regresado en ese momento de su misión en la India, rogaron al Kan como un favor que les enviara a los tres Firinghis en su compañía. Él aceptó de mala gana, pero, al hacerlo, equipó noblemente para el viaje, la carga de los Polo con mensajes amigables para los potentados de Europa, incluyendo el rey de Inglaterra. Parecen haber navegado desde el puerto de Quanzhou (como lo llamaban los occidentales a T'swan-chau o Chin-cheu en Fo-kien) en el comienzo de 1292. Fue un viaje desgraciado, que implica largas detenciones en la costa de Sumatra, y en el sur de la India, al que, sin embargo, estamos en deuda por algunos de los mejores capítulos del libro; y dos años largos pasaron antes de llegar a su destino en Persia. Los tres resistentes venecianos sobrevivieron a todos los peligros, y también la señora, que había ido a buscar en ellos con respeto filial; pero dos de los tres enviados, y una gran proporción del séquito, habían perecido por el camino. Arghun Kan también había muerto incluso antes de que abandonaran China; su hermano Gaikhatu reinaba en su lugar; y su hijo Ghazan tuvo éxito al pedir la mano de la dama. Se nos ha dicho por alguien que sabía mucho de los príncipes que Arghun era uno de los hombres más apuestos de su tiempo, mientras Ghazan fue, entre todo su ejército, uno de los más insignificantes en apariencia. Pero en otros aspectos, el cambio de la dama fue para mejor. Ghazan tenía algunas de las más altas cualidades de un soldado, un legislador y un rey, adornado por muchos y variados logros; aunque su reinado fue demasiado breve para el pleno desarrollo de su fama.
Los viajes de Marco Polo

Kublai, desde su capital Khanbaliq (latinizado Cambaluc, ciudad del Kan, actual Pekín) confió en Marco Polo como su último deber, para escoltar a la princesa Kökechin hasta Arjun. La primera parte del viaje fue por mar, con salida desde la ciudad portuaria de Quanzhou en la primavera de 1291. Había 14 grandes buques en total, y cada uno tenía 4 mástiles y 12 velas. Partieron de Quanzhou, navegaron a Sumatra y, a continuación, a Persia, a través de Sri Lanka e India (donde sus visitas incluyeron Mylapore, Madurai y Alleppey, que Marco Polo apodó Venecia del Este). Llegaron finalmente alrededor de 1293.
Arghun había muerto en el ínterin, sin embargo, y Kököchin se casó con el hijo de Arjun, Ghazan. Ella se convirtió en su esposa principal. Murió en junio de 1296.